# Lewisham (borgo di Londra)
Lewisham è un borgo di Londra che si trova nella parte sud-orientale della città, nella Londra interna. La sua popolazione elegge direttamente il sindaco locale ogni quattro anni.

## Storia
Il borgo fu formato nel 1965 dalla fusione del Borgo metropolitano di Lewisham e del Borgo metropolitano di Deptford. Nel 1996 l'area dei Royal Docks di Deptford fu inserita in questo distretto staccandola da Greenwich.

## Distretti
- Bell Green
- Bellingham
- Blackheath (insieme a Greenwich)
- Brockley
- Catford
- Crofton Park
- Deptford
- Downham
- Forest Hill
- Grove Park (insieme a Bromley)
- Hither Green
- Honor Oak
- Honor Oak Park
- Ladywell
- Lee
- Lewisham
- Lower Sydenham
- New Cross
- New Cross Gate
- St John's
- Southend
- Sydenham
- Upper Sydenham

## Amministrazione

### Gemellaggi
- Charlottenburg
- Antony
- Matagalpa